# روبرت كامبل
روبرت كامبل (بالإنجليزية: Robert Campbell)‏ (1 يناير 1882 في المملكة المتحدة - 13 مارس 1931 بآير في المملكة المتحدة) هو لاعب كرة قدم بريطاني (وحمل سابقاً جنسية المملكة المتحدة لبريطانيا العظمى وأيرلندا) في مركز الظهير. لعب مع برادفورد سيتي ونادي بارتيك ثيسل ونادي رينجرز ونادي ميلوول ورابطة كرة القدم الاسكتلندية الحادية عشر ‏.

## وصلات خارجية
- روبرت كامبل على موقع قاعدة بيانات كرة القدم.إي يو (الإنجليزية)